# Angelika Cichocka
Angelika Ludwika Cichocka (ur. 15 marca 1988 w Kartuzach) – polska lekkoatletka specjalizująca się w biegach średnich. Marynarz Marynarki Wojennej Rzeczypospolitej Polskiej. Od 2024 radna powiatu bytowskiego.

## Kariera sportowa
W 2007 brała udział w eliminacjach biegu na 800 metrów podczas mistrzostw Europy juniorów oraz startowała w mistrzostwach Europy w biegach przełajowych. Na młodzieżowych mistrzostwach Europy w Kownie (2009) była ósma w biegu na 1500 metrów. Podczas halowych mistrzostw świata w 2010 roku została zdyskwalifikowana za przekroczenie linii w biegu na 800 metrów. W 2010 bez powodzenia startowała w mistrzostwach Europy, a w 2012 była siódma w halowych mistrzostwach świata i odpadła w eliminacjach na mistrzostwach Europy. Uczestniczka mistrzostw świata w biegach przełajowych (Bydgoszcz 2013) oraz brązowa medalistka igrzysk frankofońskich (Nicea 2013). W 2014 została w Sopocie halową wicemistrzynią świata w biegu na 800 metrów. 8 marca 2015 podczas Halowych mistrzostw Europy w Pradze zdobyła srebrny medal w biegu na 1500 metrów. W 2016 roku na mistrzostwach Europy w lekkoatletyce w Amsterdamie zdobyła złoty medal w biegu na 1500 m. Podczas rozgrywanych w Londynie mistrzostwach świata kartuzianka zajęła odpowiednio szóste i siódme miejsce na dystansach 800 i 1500 metrów.
Reprezentantka Polski w drużynowych mistrzostwach Europy, IAAF World Relays oraz w meczach międzypaństwowych młodzieżowców.
Wielokrotna medalistka mistrzostw Polski seniorów ma w dorobku jedenaście złotych (Olszyna 2009 – bieg przełajowy; Bydgoszcz 2011 – biegi na 800 i 1500 metrów; Bielsko-Biała 2012 – bieg na 800 metrów; Bydgoszcz 2013 – bieg przełajowy; Toruń 2013 – bieg na 800 metrów; Szczecin 2014 – bieg na 1500 metrów; Żagań 2016 – bieg przełajowy; Bydgoszcz 2016 – biegi na 800 i 1500 metrów) oraz pięć srebrnych medali (Bydgoszcz 2009 – bieg na 800 metrów; Bielsko-Biała 2010 – bieg na 1500 metrów; Szczecin 2014 – bieg na 800 metrów; Kraków 2015 – biegi na 800 i 1500 metrów). Medalistka halowych mistrzostw Polski seniorów zdobyła cztery złota (Spała 2010 – biegi na 800 i 1500 metrów; Sopot 2014 – bieg na 800 metrów; Toruń 2015 – bieg na 800 metrów), jedno srebro (Spała 2009 – bieg na 1500 metrów) oraz jeden brąz (Spała 2008 – bieg na 800 metrów).
Stawała na podium młodzieżowych mistrzostw Polski (złoto na 1500 metrów w Grudziądzu w 2008 oraz w Bielsku-Białej w 2009; złoto na 800 metrów i brąz na 1500 metrów w Krakowie w 2010). Ma na koncie medale mistrzostw Polski juniorów.
Ma kaszubskie pochodzenie. Jest żołnierzem Marynarki Wojennej RP.  9 kwietnia 2024 roku zakończyła karierę sportową. Od 2024 roku radna powiatu bytowskiego.

## Osiągnięcia
| Rok  | Impreza                                   | Miejsce        | Konkurencja                       | Lokata      | Wynik    |
| ---- | ----------------------------------------- | -------------- | --------------------------------- | ----------- | -------- |
| 2007 | Mistrzostwa Europy juniorów               | Hengelo        | bieg na 800 metrów                | eliminacje  | 2:07,83  |
| 2007 | Mistrzostwa Europy w biegach przełajowych | Toro           | bieg juniorów                     | 17. miejsce | 14:48    |
| 2009 | Młodzieżowe mistrzostwa Europy            | Kowno          | bieg na 1500 metrów               | 8. miejsce  | 4:17,41  |
| 2010 | Halowe mistrzostwa świata                 | Doha           | bieg na 800 metrów                | –           | DSQ      |
| 2010 | Mistrzostwa Europy                        | Barcelona      | bieg na 800 metrów                | eliminacje  | 2:01,17  |
| 2010 | Mistrzostwa Europy w biegach przełajowych | Albufeira      | bieg młodzieżowców                | DNF         | –        |
| 2011 | Superliga drużynowych mistrzostw Europy   | Sztokholm      | bieg na 800 metrów                | 7. miejsce  | 2:01,75  |
| 2012 | Halowe mistrzostwa świata                 | Stambuł        | bieg na 1500 metrów               | 7. miejsce  | 4:14,75  |
| 2012 | Mistrzostwa Europy                        | Helsinki       | bieg na 1500 metrów               | półfinał    | 4:14,59  |
| 2013 | Halowe mistrzostwa Europy                 | Göteborg       | bieg na 1500 metrów               | eliminacje  | 4:14,00  |
| 2013 | Mistrzostwa świata w biegach przełajowych | Bydgoszcz      | bieg seniorów                     | 71. miejsce | 26:55    |
| 2013 | Superliga drużynowych mistrzostw Europy   | Gateshead      | bieg na 800 metrów                | 5. miejsce  | 2:04,00  |
| 2013 | Igrzyska frankofońskie                    | Nicea          | bieg na 800 metrów                | 6. miejsce  | 2:04,04  |
| 2013 | Igrzyska frankofońskie                    | Nicea          | bieg na 1500 metrów               | 3. miejsce  | 4:19,37  |
| 2014 | Halowe mistrzostwa świata                 | Sopot          | bieg na 800 metrów                | 2. miejsce  | 2:00,45  |
| 2014 | Mistrzostwa Europy                        | Zurych         | bieg na 800 metrów                | eliminacje  | 2:04,41  |
| 2015 | Halowe mistrzostwa Europy                 | Praga          | bieg na 1500 metrów               | 2. miejsce  | 4:10,53  |
| 2015 | IAAF World Relays                         | Nassau         | sztafeta 1200+400+800+1600 metrów | 3. miejsce  | 10:45,32 |
| 2015 | IAAF World Relays                         | Nassau         | sztafeta 4 × 800 metrów           | 2. miejsce  | 8:11,36  |
| 2015 | Superliga drużynowych mistrzostw Europy   | Czeboksary     | bieg na 1500 metrów               | 4. miejsce  | 4:16,77  |
| 2015 | Mistrzostwa świata                        | Pekin          | bieg na 1500 metrów               | 8. miejsce  | 4:13,22  |
| 2015 | Światowe wojskowe igrzyska sportowe       | Mungyeong      | bieg na 800 metrów                | 3. miejsce  | 2:00,72  |
| 2015 | Światowe wojskowe igrzyska sportowe       | Mungyeong      | sztafeta 4 × 400 metrów           | 4. miejsce  | 3:35,37  |
| 2016 | Mistrzostwa Europy                        | Amsterdam      | bieg na 1500 metrów               | 1. miejsce  | 4:33,00  |
| 2016 | Igrzyska olimpijskie                      | Rio de Janeiro | bieg na 800 metrów                | półfinał    | 2:01,29  |
| 2016 | Igrzyska olimpijskie                      | Rio de Janeiro | bieg na 1500 metrów               | półfinał    | 4:17,83  |
| 2017 | IAAF World Relays                         | Nassau         | sztafeta 4 × 800 metrów           | 4. miejsce  | 8:24,71  |
| 2017 | Superliga drużynowych mistrzostw Europy   | Lille          | bieg na 1500 metrów               | 2. miejsce  | 4:12,16  |
| 2017 | Mistrzostwa świata                        | Londyn         | bieg na 800 metrów                | 6. miejsce  | 1:58,41  |
| 2017 | Mistrzostwa świata                        | Londyn         | bieg na 1500 metrów               | 7. miejsce  | 4:04,16  |
| 2018 | Halowe mistrzostwa świata                 | Birmingham     | bieg na 800 metrów                | eliminacje  | 2:02,25  |
| 2018 | Mistrzostwa Europy                        | Berlin         | bieg na 800 metrów                | półfinał    | 2:03,14  |
| 2018 | Mistrzostwa Europy                        | Berlin         | bieg na 1500 metrów               | 12. miejsce | 4:10,93  |
| 2021 | Halowe mistrzostwa Europy                 | Toruń          | bieg na 800 metrów                | 3.miejsce   | 2:04,15  |
| 2022 | Halowe mistrzostwa świata                 | Belgrad        | bieg na 800 metrów                | eliminacje  | 2:02,01  |

## Rekordy życiowe
| Konkurencja                   | Rezultat | Data             | Miejsce    | Uwagi                                       |
| ----------------------------- | -------- | ---------------- | ---------- | ------------------------------------------- |
| Bieg na 600 metrów            | 1:28,38  | 27 sierpnia 2011 | Chojnice   |                                             |
| Bieg na 800 metrów            | 1:58,41  | 13 sierpnia 2017 | Londyn     | 4. lokata w polskich tabelach historycznych |
| Bieg na 1000 metrów           | 2:34,84  | 28 lipca 2016    | Sopot      | 2. lokata w polskich tabelach historycznych |
| Bieg na 1500 metrów (stadion) | 4:01,61  | 1 lipca 2017     | Paryż      | 5. lokata w polskich tabelach historycznych |
| Bieg na 600 metrów (hala)     | 1:32,19  | 13 stycznia 2008 | Warszawa   |                                             |
| Bieg na 800 metrów (hala)     | 2:00,37  | 7 marca 2014     | Sopot      | 3. lokata w polskich tabelach historycznych |
| Bieg na 1000 metrów (hala)    | 2:38,57  | 19 lutego 2022   | Birmingham | 2. lokata w polskich tabelach historycznych |
| Bieg na 1500 metrów (hala)    | 4:06,35  | 6 lutego 2018    | Düsseldorf | 3. lokata w polskich tabelach historycznych |
| Bieg na milę                  | 4:19,58  | 9 lipca 2017     | Londyn     | rekord Polski                               |